# Shoprite Holdings

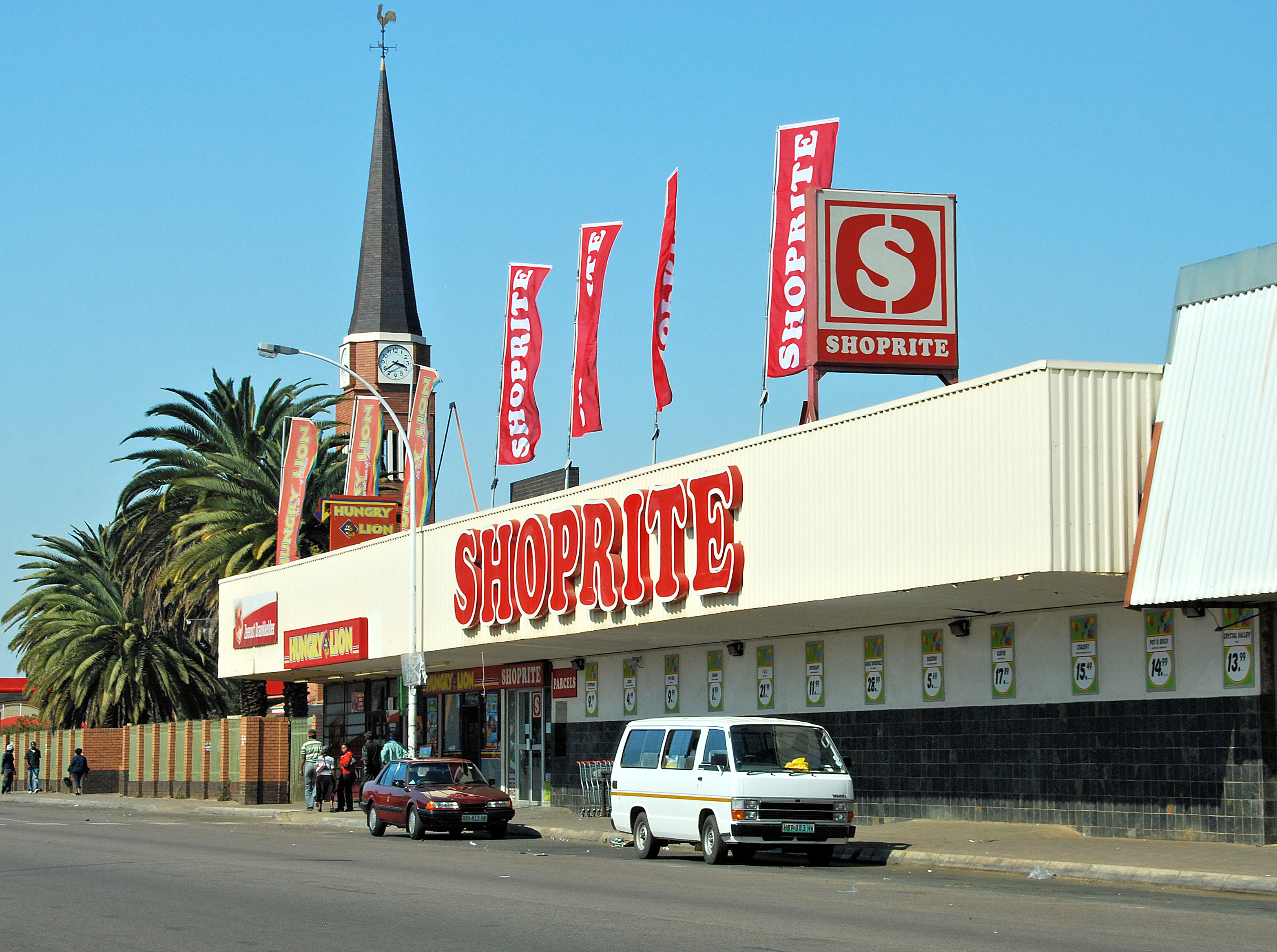
Shoprite-Filiale in Zeerust

Verbreitung der Shoprite-Gruppe (2024)
Vertreten
Ehemals vertreten
Nicht vertreten

Die Shoprite Group of Companies ist eine südafrikanische Holding von Einzelhandelsunternehmen. Sie ist Afrikas größter Lebensmitteleinzelhändler. Die Gruppe betreibt 3.326 Filialen, davon 535 Franchises und 2.791 unternehmenseigene Supermärkte in 10 Ländern in Afrika unter verschiedenen Marken mit 153.000 Mitarbeitern. Der Hauptsitz des Unternehmens befindet sich in Brackenfell im Nordosten Kapstadts in der südafrikanischen Provinz Westkap. Die Shoprite Holdings Limited ist eine an der Johannesburg Stock Exchange notierte Aktiengesellschaft mit Zweitlistungen an der namibischen Börse und der sambischen Börse.
2022 begte das Unternehmen Platz 100 in der Liste der größten Einzelhändler der Welt und Platz 1 innerhalb von Afrika. 2023 lag der Umsatz bei 215 Milliarden Rand (etwa 11,2 Milliarden US-Dollar).

## Geschichte
Die Shoprite-Unternehmensgruppe wurde 1979 gegründet und ist seit 1986 börsennotiert. 1990 expandierte Shoprite nach Namibia. 1998 erwarb es die Supermarktkette Checkers. 1995 wurde das erste Geschäft in Lusaka (Sambia) eröffnet. Im selben Jahr erwarb das Unternehmen den Distributor Sentra, wodurch das Unternehmen in das Franchising expandieren konnte. 1997 erwarb das Shoprite OK Bazaars für die Summe von einem Rand von SABMiller und erweiterte das Unternehmen um 157 Supermärkte und 146 Möbelgeschäfte. Im Jahr 2000 eröffnete die Gruppe ihre ersten Supermärkte in Simbabwe und Uganda. Zwei Jahre später erwarb das Unternehmen die Madagaskar-Läden der französischen Handelskette Champion. Im selben Jahr kaufte das Unternehmen drei Supermärkte von Score Supermarket in Tansania und eröffnete den ersten Hypermarkt außerhalb Südafrikas auf Mauritius. 2005 übernahm es die Kette Foodworlds und eröffnete seine erste Filiale in Nigeria. Am 19. April 2012 betrat Shoprite als erster südafrikanischer Einzelhändler die Demokratische Republik Kongo und eröffnete einen Supermarkt in Kinshasa. 2019 expandierte Shoprite nach Kenia.

## Marken
Unter folgenden Marken vertreibt die Shoprite-Gruppe Waren:
- Checkers
- Checkers Hyper
- Checkers Foods
- Checkers Littleme
- Checkers Outdoor
- House & Home
- Liquor Shop Checkers
- Liquor Shop Shoprite
- Medirite Pharmacy
- OK Furniture
- Petshop Science
- Red Star
- Shoprite
- Transpharm
- Unique
- Usave